# Vilim IX. od Montpelliera
Vilim IX. (okcitanski: Guillem) bio je lord Montpelliera.
Roditelji Vilima IX. bili su lord Vilim VIII. i njegova druga supruga, Agneza. Vilim VIII. je s prvom suprugom, Eudokijom Komnenom, imao kćer Mariju, koja je trebala biti nasljednica. Nakon što je Vilim »otpustio« Eudokiju, uzeo je za ženu Agnezu te je rođen Vilim IX., koji je naslijedio oca. Marija je ipak uspjela postati gospa svoga grada.